# Afropesa schoutedeni
Afropesa schoutedeni is een spinnensoort uit de familie van de Entypesidae. De wetenschappelijke naam van de soort werd voor het eerst geldig gepubliceerd in 1965 door Benoit als Entypesa schoutedeni.